# 아양주

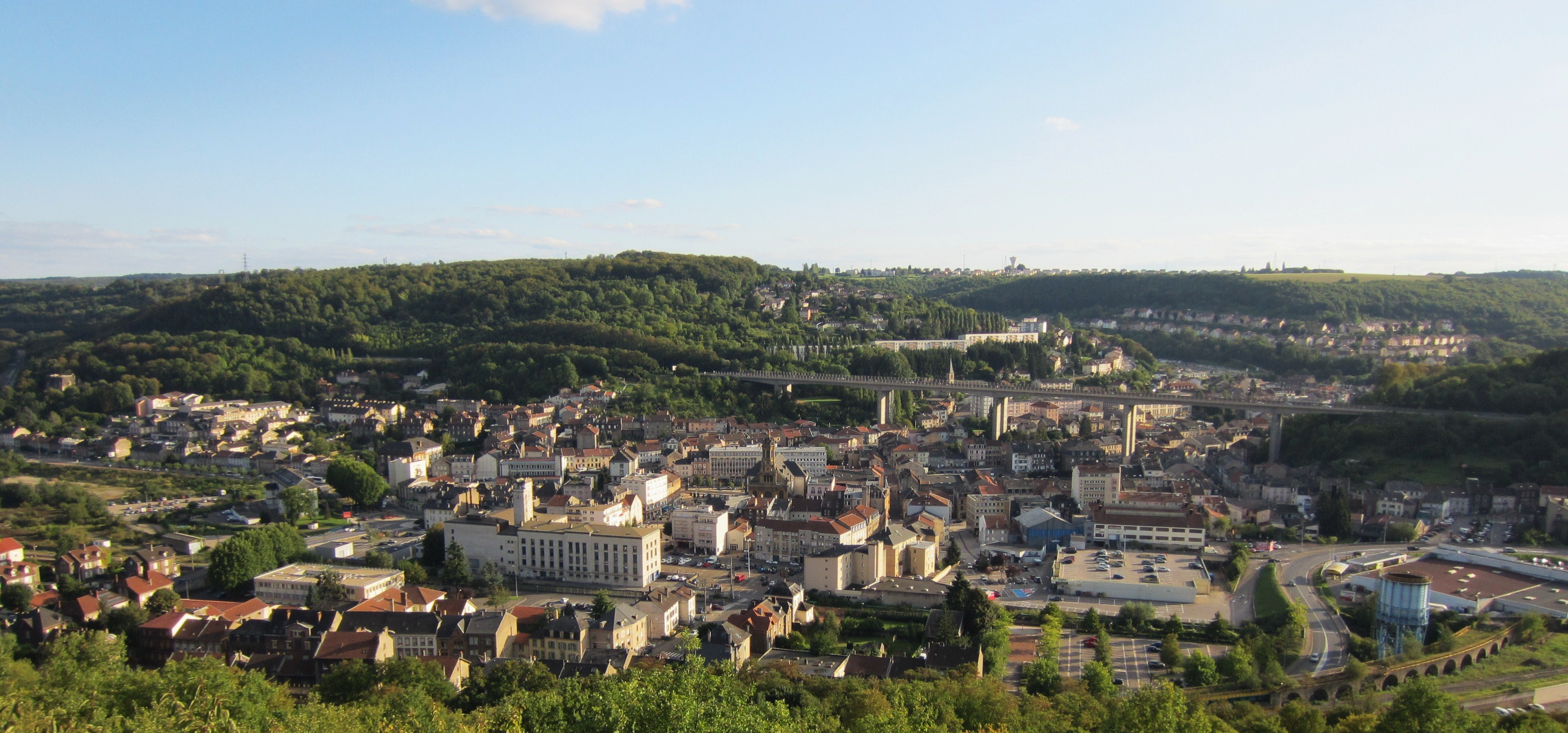

아양주(프랑스어: Hayange [ajɑ̃ʒ], 독일어: Hayingen 하이잉겐[*])는 프랑스 북동부 그랑테스트 지방 모젤주에 위치한 지자체이다. Marspich, Saint-Nicolas-en-Forêt, Konacker, Ranguevaux 등의 근교 마을을 포함한다.